# Lamotte-Brebière
Lamotte-Brebière är en kommun i departementet Somme i regionen Hauts-de-France i norra Frankrike. Kommunen ligger i kantonen Corbie som tillhör arrondissementet Amiens. År 2022 hade Lamotte-Brebière 244 invånare.

## Befolkningsutveckling
Antalet invånare i kommunen Lamotte-Brebière
| Referens: INSEE |